# Wagnon
Wagnon (prononcé [waɲɔ̃]) est une commune française, située dans le département des Ardennes en région Grand Est.

## Géographie

### Hydrographie
La commune est traversée par la ligne de partage des eaux entre  les bassins hydrographiques Rhin-Meuse et Seine-Normandie. Elle est drainée par le Plumion, le ruisseau de Viel Saint-Remy, le Fossé 07 de la commune de Wagnon, le Plumion, le ruisseau du Moulinet, le ruisseau d'Argival, le Fossé 13 de la commune de Wagnon, le cours d'eau 24 de la commune de Wagnon, le Fossé 27 de la commune de Wagnon, le Fossé des Forges, le cours d'eau 03 de Bonne Fontaine et divers autres petits cours d'eau,.
Le Plumion, d'une longueur de 24 km, prend sa source dans la commune de Signy-l'Abbaye et se jette  dans la Vaux à Arnicourt, après avoir traversé neuf communes.

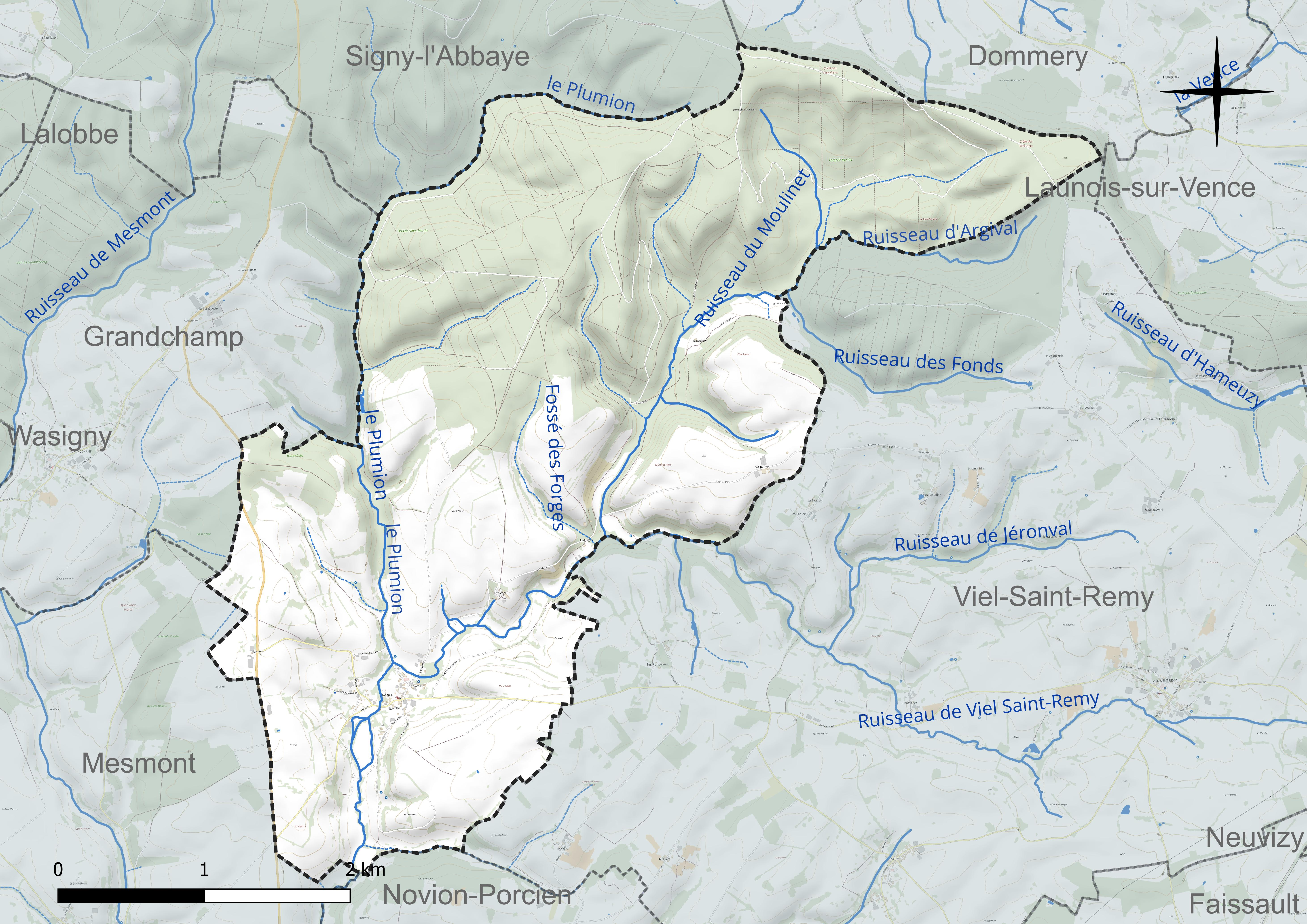
Réseau hydrographique de Wagnon.

### Climat
Pour des articles plus généraux, voir Climat du Grand Est et Climat des Ardennes.
En 2010, le climat de la commune est de type climat des marges montargnardes, selon une étude du Centre national de la recherche scientifique s'appuyant sur une série de données couvrant la période 1971-2000. En 2020, Météo-France publie une typologie des climats de la France métropolitaine dans laquelle la commune est exposée à un climat océanique altéré et est dans la région climatique  Nord-est du bassin Parisien, caractérisée par un ensoleillement médiocre, une pluviométrie moyenne régulièrement répartie au cours de l’année et un hiver froid (3 °C).
Pour la période 1971-2000, la température annuelle moyenne est de 9,7 °C, avec une amplitude thermique annuelle de 15,9 °C. Le cumul annuel moyen de précipitations est de 851 mm, avec 13,1 jours de précipitations en janvier et 9,3 jours en juillet. Pour la période 1991-2020, la température moyenne annuelle observée sur la station météorologique de Météo-France la plus proche, « Launois-sur-Vence_sapc », sur la commune de Launois-sur-Vence à 8 km à vol d'oiseau, est de 10,5 °C et le cumul annuel moyen de précipitations est de 889,5 mm. 
La température maximale relevée sur cette station est de 39,4 °C, atteinte le 25 juillet 2019 ; la température minimale est de −12,8 °C, atteinte le 7 février 2012,,.
Les paramètres climatiques de la commune ont été estimés pour le milieu du siècle (2041-2070) selon différents scénarios d'émission de gaz à effet de serre à partir des nouvelles projections climatiques de référence DRIAS-2020. Ils sont consultables sur un site dédié publié par Météo-France en novembre 2022.

## Urbanisme

### Typologie
Au 1er janvier 2024, Wagnon est catégorisée commune rurale à habitat dispersé, selon la nouvelle grille communale de densité à 7 niveaux définie par l'Insee en 2022.
Elle est située hors unité urbaine et hors attraction des villes,.

### Occupation des sols
L'occupation des sols de la commune, telle qu'elle ressort de la base de données européenne d’occupation biophysique des sols Corine Land Cover (CLC), est marquée par l'importance des forêts et milieux semi-naturels (52,7 % en 2018), une proportion identique à celle de 1990 (52,7 %). La répartition détaillée en 2018 est la suivante :
forêts (52,7 %), prairies (30,4 %), terres arables (12 %), zones agricoles hétérogènes (3,1 %), zones urbanisées (1,9 %). L'évolution de l’occupation des sols de la commune et de ses infrastructures peut être observée sur les différentes représentations cartographiques du territoire : la carte de Cassini (XVIIIe siècle), la carte d'état-major (1820-1866) et les cartes ou photos aériennes de l'IGN pour la période actuelle (1950 à aujourd'hui).

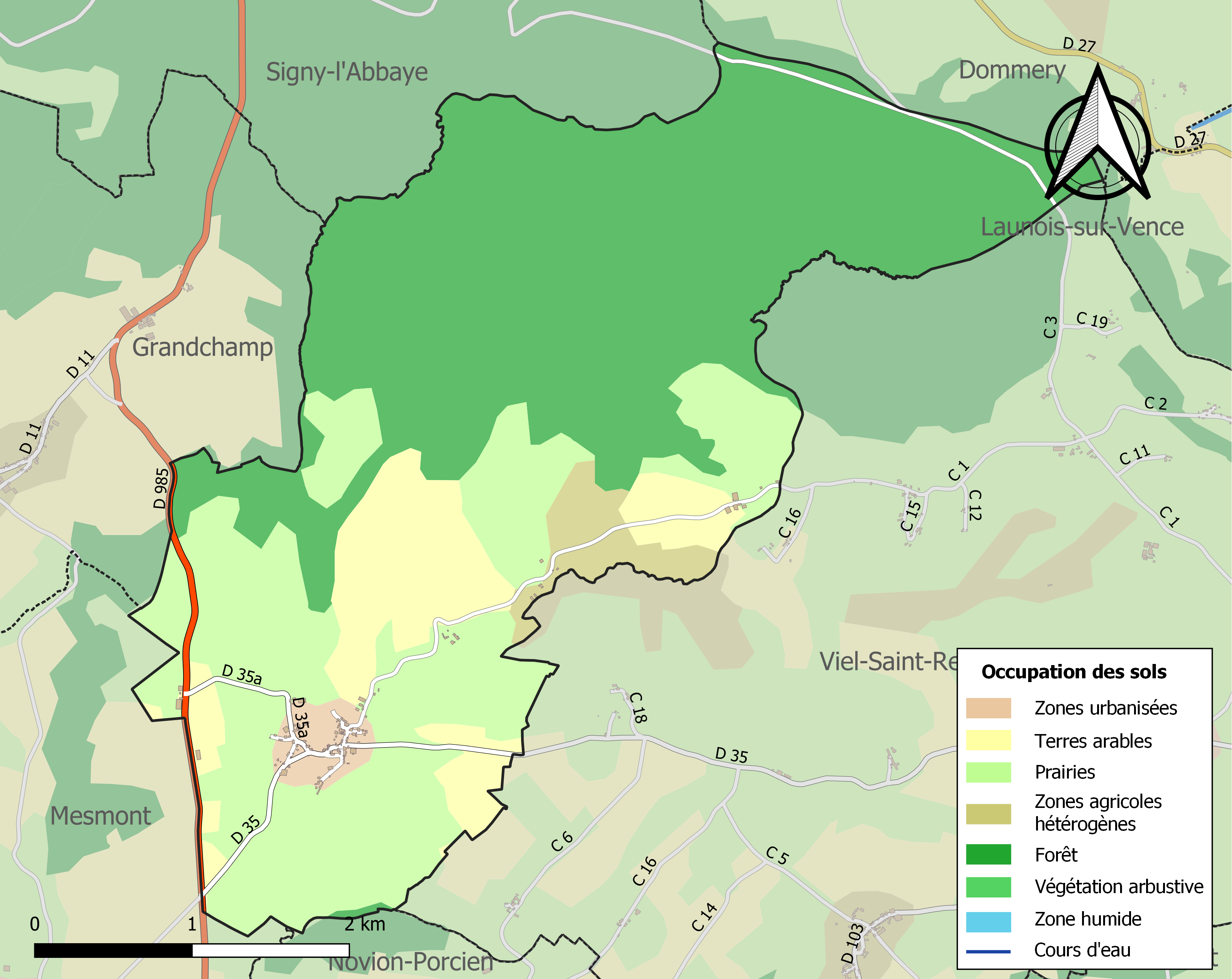
Carte des infrastructures et de l'occupation des sols de la commune en 2018 (CLC).

## Toponymie
Le nom de la localité est attesté sous les formes Wagnon en 1185-6, Waignion en 1221-2 , Waingnon en 1224, Wagnon en 1793, Vuagnon en 1801.
Si la première attestation du nom désigne le village, on trouve très tôt des mentions s’appliquant explicitement à un ruisseau : « toto rivo de Waingnon usque ad rivum de Barentun » en 1207. En outre, une source située sur le ban de la commune apparaît en 1222 sous le nom de Wagnoncel, dérivé diminutif de Wagnon.
« Wagnon » en Ardennes est le nom d'une variété de grosse prune.

## Politique et administration
| Période                                  | Période                   | Identité                                    | Étiquette | Qualité |
| ---------------------------------------- | ------------------------- | ------------------------------------------- | --------- | ------- |
| mars 2008                                | mars 2014                 | Dominique Marchand                          |           |         |
| mars 2014                                | En cours (au 26 mai 2020) | Jerôme Lopez Réélu pour le mandat 2020-2026 |           |         |
| Les données manquantes sont à compléter. |                           |                                             |           |         |

## Démographie
L'évolution du nombre d'habitants est connue à travers les recensements de la population effectués dans la commune depuis 1793. Pour les communes de moins de 10 000 habitants, une enquête de recensement portant sur toute la population est réalisée tous les cinq ans, les populations de référence des années intermédiaires étant quant à elles estimées par interpolation ou extrapolation. Pour la commune, le premier recensement exhaustif entrant dans le cadre du nouveau dispositif a été réalisé en 2006.

En 2022, la commune comptait 108 habitants, en évolution de −16,28 % par rapport à 2016 (Ardennes : −2,97 %, France hors Mayotte : +2,11 %).
| 1793 | 1800 | 1806 | 1821 | 1831 | 1836 | 1841 | 1846 | 1851 |
| ---- | ---- | ---- | ---- | ---- | ---- | ---- | ---- | ---- |
| 651  | 621  | 626  | 664  | 702  | 746  | 741  | 753  | 743  |

| 1866 | 1872 | 1876 | 1881 | 1886 | 1891 | 1896 | 1901 | 1906 |
| ---- | ---- | ---- | ---- | ---- | ---- | ---- | ---- | ---- |
| 569  | 523  | 501  | 465  | 453  | 419  | 397  | 344  | 334  |

| 1911 | 1921 | 1926 | 1931 | 1936 | 1946 | 1954 | 1962 | 1968 |
| ---- | ---- | ---- | ---- | ---- | ---- | ---- | ---- | ---- |
| 293  | 228  | 230  | 229  | 241  | 218  | 182  | 212  | 157  |

| 1975 | 1982 | 1990 | 1999 | 2006 | 2011 | 2016 | 2021 | 2022 |
| ---- | ---- | ---- | ---- | ---- | ---- | ---- | ---- | ---- |
| 149  | 118  | 96   | 96   | 106  | 117  | 129  | 116  | 108  |

## Lieux et monuments
- L'église Notre-Dame de Wagnon ayant une dalle de marbre noir, martelée lors de la Révolution de la famille de Launois, elle avait les écussons des Ayvelles, de Rouvrois et de celui de Nicolas de Launois.

## Personnalités liées à la commune
- Louis François Carlet de La Rozière : militaire français. En récompense de ses services, il obtient du Roi en 1780 d'ériger sa terre de Wagnon en marquisat.

## Héraldique
| Blason de Wagnon | Blason  | D'argent à deux pals de gueules, à deux épées d'or passées en sautoir brochant sur le tout et cantonnées en chef d'une hure de sanglier de sable, allumée et défendue du champ, aux flancs de deux mouchetures d'hermine de sable et en pointe d'une fleur de lis d'azur. |
| Blason de Wagnon | Détails | Le statut officiel du blason reste à déterminer. |